# ماور (يريم)

تعديل مصدري - تعديل

ماور هي إحدى قرى عزلة رعين بمديرية يريم التابعة لمحافظة إب، بلغ تعداد سكانها 2959 نسمة حسب تعداد اليمن لعام 2004.